# Хюснидженан-ханым
Хюсниджена́н-ханы́м (тур. Hüsnicenan Hanım; 1818, Северный Кавказ — 1843, Стамбул) — наложница (гёзде) османского султана Абдул-Меджида I.

## Биография
Среди жён и наложниц Абдул-Меджида I Хюснидженан указывает только турецкий мемуарист Харун Ачба. Она родилась в 1818 году и по происхождению принадлежала к черкесскому субэтносу шапсугов. Имена её родителей неизвестны, однако у Хюснидженан была сестра Мислиэнвер-ханым (умерла в 1861 году), которая в правление Абдул-Меджида I достигла высокого положения на службе во дворце.
Ачба пишет, что Хюснидженан-ханым в действительности была первой фавориткой султана Абдул-Меджида I и стала его наложницей в 1835 году, когда сам Абдул-Меджид ещё был наследником престола. После восшествия на престол Абдул-Меджида Хюснидженан-ханым получила титул гёзде — любимой наложницы султана.
Хюснидженан-ханым умерла от туберкулёза в 1843 году и была похоронена в мечети Лалели.